# Café Brant de Strasbourg
Le café Brant est un café historique du quartier de la Neustadt de la capitale alsacienne, Strasbourg, construit sous l'Empire allemand.
Il tire son nom de l'auteur humaniste strasbourgeois Sebastien Brandt.

## Localisation
Ce bâtiment est situé au 11, place de l'Université à Strasbourg.

## Historique
L'édifice remonte à 1896. Il est le fruit de la collaboration entre Eduard Ess et l'architecte-entrepreneur Andreas Ess. Dès le départ, le rez-de-chaussée est habité par un restaurant. On note la présence d'une enseigne dans le livre d'adresses de Strasbourg. En 1921, le restaurant n'accueille plus de fins gourmets mais des automobiles. Il devient un garage jusqu'en 1932 où il devient un salon de thé "Mon Plaisir" par Madeleine Canet. L'actuelle enseigne Café Brasserie Brant ouvre en 1988 pour fermer en 2013 pour des travaux de rénovations. Le Café rouvre en 2014. Le nouveau Café Brant fait référence par sa décoration au café viennois. Ainsi on peut observer des murs blanc cassé, des boiseries, des lustres "Belle Époque", des appliques murales entourées de cadres de feuilles d'or.
L'édifice fait l'objet d'une inscription au titre des monuments historiques depuis le 8 avril 2014par arrêté. 